# Mill Rock
Mill Rock Island je malý neobydlený ostrov mezi Manhattanem a částí Queens v americkém městě New York ve stejnojmenném státě. Nachází se východně od 96. východní ulice na Manhattanu, jižně od ostrovů Randall's Island a Ward's Island, kde se spojují East River a Harlem River. Má rozlohu 16 173 m².
V roce 1701 zde John Marsh postavil mlýn, který dal ostrovu jméno. Ostrov byl později obsazen Sandy Gibsonem, který zde založil farmu. V té době dnešní ostrov tvořily dvě části, Great a Little Mill.
Během britsko-americké války Američané na Velkém ostrově vybudovali pevnůstku s dvěma děly. Opevnění bylo součástí řetězu pevnůstek chránících přístav v New Yorku před loděmi britského námořnictva.
V roce 1885 odstřelili ženisté americké armády sousední skalnatý ostrůvek Flood Rock za pomoci 136 000 kg výbušniny; Flot Rock byl totiž nejnebezpečnější překážkou lodní dopravy k ústí East River. Zbytky ostrova Flood byly použity pro spojení Velkého a Malého „mlýnského“ ostrova.